# 조세 코스타
조세 코스타(1953년 10월 31일 ~ )는 포르투갈의 은퇴한 축구 선수이다.

## 국가대표 경력
그는 1978년 포르투갈대표팀에 데뷔했다. 그는 국제 A매치 24경기에 출전해서 1골을 득점하였다.

## 지도자 경력
코스타는 프로 축구 선수 은퇴 후 코임브라 대학교에서 기계공학 학위를 취득하였고, 그 이후 지도자 경력을 쌓기 시작하였다. 그는 당시 주카가 이끌고 있던 포르투갈 대표팀 수석 코치를 거쳐 이후 포르투갈 청소년 대표팀의 감독을 맡았고, 그 이후에 포르투갈 대표팀 감독을 맡은 카를루스 케이로스의 수석 코치로도 활동했었다. 그는 당시 세군다리가에 소속되어 있던 아카데미카에서 첫 감독 경력을 시작하였다.
코스타는 다시 카를루스 케이로스와 함께 스포르팅 CP, NY/NJ 메트로스타스, 나고야 그램퍼스 에이트, 그리고 아랍에미리트 축구 국가대표팀에서 일하였다. 1990년대 후반, 그는 다시 감독으로 돌아와 FC 파말리캉, FC 비젤라, 바르징 SC, GD 샤베스 등의 클럽을 이끌었다.
2005년, 코스타는 미국에 있는 "USA 세븐틴 사커 아카데미"의 기술 고문으로 고용되었고, 이후 그는 캘리포니아주의 산타클래라에서 아카데미의 전반적인 것들을 감독하고 지원하였다. 이후 2008년 7월, 오세아누 다 코스타, 잉글랜드의 줄리언 워드와 함께 포르투갈 대표팀 스카우터로 합류하면서 케이로스와 재회하였다.
2011년 11월, 코스타는 이란 페르시안 걸프 프로리그의 사나트 나프트 아바단 FC의 감독으로 임명되었다. 이후 약 1년동안 팀을 이끌다가 2012년 말 자리에서 물러났다.

## 통계
| 포르투갈 | 포르투갈 | 포르투갈 |
| 연도     | 출전     | 골       |
| -------- | -------- | -------- |
| 1978     | 5        | 1        |
| 1979     | 3        | 0        |
| 1980     | 4        | 0        |
| 1981     | 7        | 0        |
| 1982     | 1        | 0        |
| 1983     | 4        | 0        |
| 합계     | 24       | 1        |